# Calonge (dibujante)
Antoni Calonge Fontcuberta, conocido por la firma Calonge (Caldes de Montbui, 1956 - Barcelona, 1988), fue un dibujante español. Empezó a publicar a partir de 1973 en revistas como Bésame Mucho, El Víbora, Interviú, El Papus o Don Balón. También colaboró gráficamente en diarios como Cataluña Expréss o El Correo Catalán. 
Calonge con su estilo perfeccionista, fue un autor sinónimo de renovación y de calidad en el cómic que se hacía en los años ochenta. Su muerte prematura evitó que su nombre se consolidara como uno de los grandes del dibujo español.
En el año 2018 la Biblioteca de Catalunya ingresó por donativo unos 100 dibujos originales, la mayoría de los cuales fueron publicados en la revista El Víbora.
En el año 2024, La Cúpula reedita su colección Delirio gráfico en una edición limitiada, incluyendo la historieta inédita «Los perros, el deseo y la muerte».

## Álbumes publicados
- Varios autores: El comis guarro en España. La Cúpula, Barcelona, 1981 (en castellano).[3]
- Calonge. Colección Delirio gráfico, La Cúpula, Barcelona, 1983 (en castellano).[4] Reeditado en 2024 con material inédito.[2]
- Varios autores: Tintín a Barcelona. Homenatge a Hergé. Fundación Joan Miró/ Caixa de Catalunya, Barcelona, 1981 (en catalán).[5]
- Varios autores: Comer. Ediciones Unicorn, Barcelona, 1985 (en castellano).